# Landelijke Gilden
Landelijke Gilden is een Vlaamse vormingsvereniging, onder de koepel van de Boerenbond. Vanuit een christelijke visie op mens en maatschappij telt de organisatie 70.000 leden waarvan 16.000 boeren en tuinders. De beweging hechten veel belang aan de leefbaarheid en eigenheid van het platteland. Er zijn afdelingen in heel wat dorpen en gemeenten waar vrijwillige bestuursleden ontspannende en vormende activiteiten organiseren voor de leden en hun gezin. Meestal zijn ook niet-leden welkom. 

## Geschiedenis
In 1972 werden de Landelijke Gilden opgericht naar aanleiding van een herstructurering van de Boerenbond. Die belangenorganisatie zocht een antwoord op de nieuwe noden sinds de evolutie in de landbouw sinds de Tweede Wereldoorlog waarbij het aantal (kleine) boeren daalde en plaats moest ruimen voor grotere gespecialiseerde bedrijven. Het traditionele cultuurpatroon van het platteland vond met de jaren minder en minder aansluiting op de snel veranderende stedelijke en hyperverbonden globale wereld. Voor de oprichting van de Landelijke Gilden vond men inspiratie in het ontstaan van andere organisaties voor sociaal-cultureel vormingswerk. Zo werd de Boerenjeugdbond in 1965 omgevormd tot de Katholieke Landelijke Jeugd en de Boerinnenbond in 1971 tot het Katholiek Vormingswerk van Landelijke Vrouwen (KVLV). Samen met de Landelijke rijverenigingen werden de Landelijke Gilden de vierde katholieke vereniging die zich ging inzetten voor plattelandsleefbaarheid.
Geleidelijk aan evolueerde Landelijke Gilden naar een plattelandsbeweging. Hiermee nam zij meer standpunten in met betrekking tot de beleidsthema’s inzake dorp en platteland. Vanaf het begin van de jaren 1990 ging de Landelijke Gilden zich meer als gezinsbeweging profileren. Er ontstond ook een specifiek aanbod voor tuinliefhebbers (met onder meer het jaarlijkse Opentuinenweekend), schapenhouders en senioren. Diverse initiatieven zagen het licht: de Dag van de Landbouw (1982), de nationale Streekzoektocht (1984), Plattelandsklassen (educatief aanbod voor kleuter,- lagere en middelbare scholen sinds 1985), Open Tuinen (1993), Dorp met Toekomst (1995), de Zomer van de Landelijke Gilden (2005).

### Landbouw- en plattelandseducatie
Kennismaking met het platteland en de land- en tuinbouw zorgt ervoor dat heel wat vooroordelen worden weggenomen bij kinderen en volwassenen. De landbouwer die landbouweducatie aanbiedt ontdekt welke vragen er leven. Uit deze ontmoeting ontstaat wederzijds begrip. In de plattelandseducatie komen allerlei soorten bedrijven aan bod: grote zowel als kleine, gangbare zowel als biologische … Voor sommige bedrijven is hun plattelandseducatief aanbod een aanvulling op hun regulier bedrijfsinkomen of een blikopener op hun hoeveproducten. Andere bedrijfsleiders genieten er dan weer van om over hun stiel te vertellen. Kinderen, jongeren en volwassenen van hun kant ervaren het genot van het wandelen, ravotten en ontdekken van de wijde en pure omgeving.

## Structuur
Landelijke Gilden is een democratisch opgebouwde organisatie. De standpuntvorming gebeurt trapsgewijs.
Aan de basis, in de dorpen en gemeenten, zijn er 901 plaatselijke landelijke gilden. Samen vormen zij 81 gewesten. Vertegenwoordigers van de gewesten vormen de 6 provinciale besturen. Vanuit elke provincie worden afgevaardigden gekozen voor het Nationaal Bestuur. Zij vormen tevens de Algemene Vergadering van vzw Landelijke Gilden.

### Voorzitters
Voorzitters van Landelijke Gilden waren:
- 1972-1977: Constant Boon
- 1977-1981: André Dequae
- 1981-1992: Jan Hinnekens
- 1992-1995: Robert Eeckloo
- 1995-2008: Noël Devisch
- 2008-2015: Piet Vanthemsche
- 2015-2022: Sonja De Becker
- 2022- heden: Lode Ceyssens

### Partnerorganisatie in
- Landelijke kinderopvang vzw
- Landelijke thuiszorg vzw
- Ons zorgnetwerk vzw
- Trias vzw
- Zorg-saam vzw